# Gronig
Gronig (en Sarrois Grunisch) est un ortsteil d'Oberthal en Sarre.

## Histoire
Ancienne commune indépendante, Gronig fut incorporé à Oberthal le 1er janvier 1974.

## Lieux et monuments

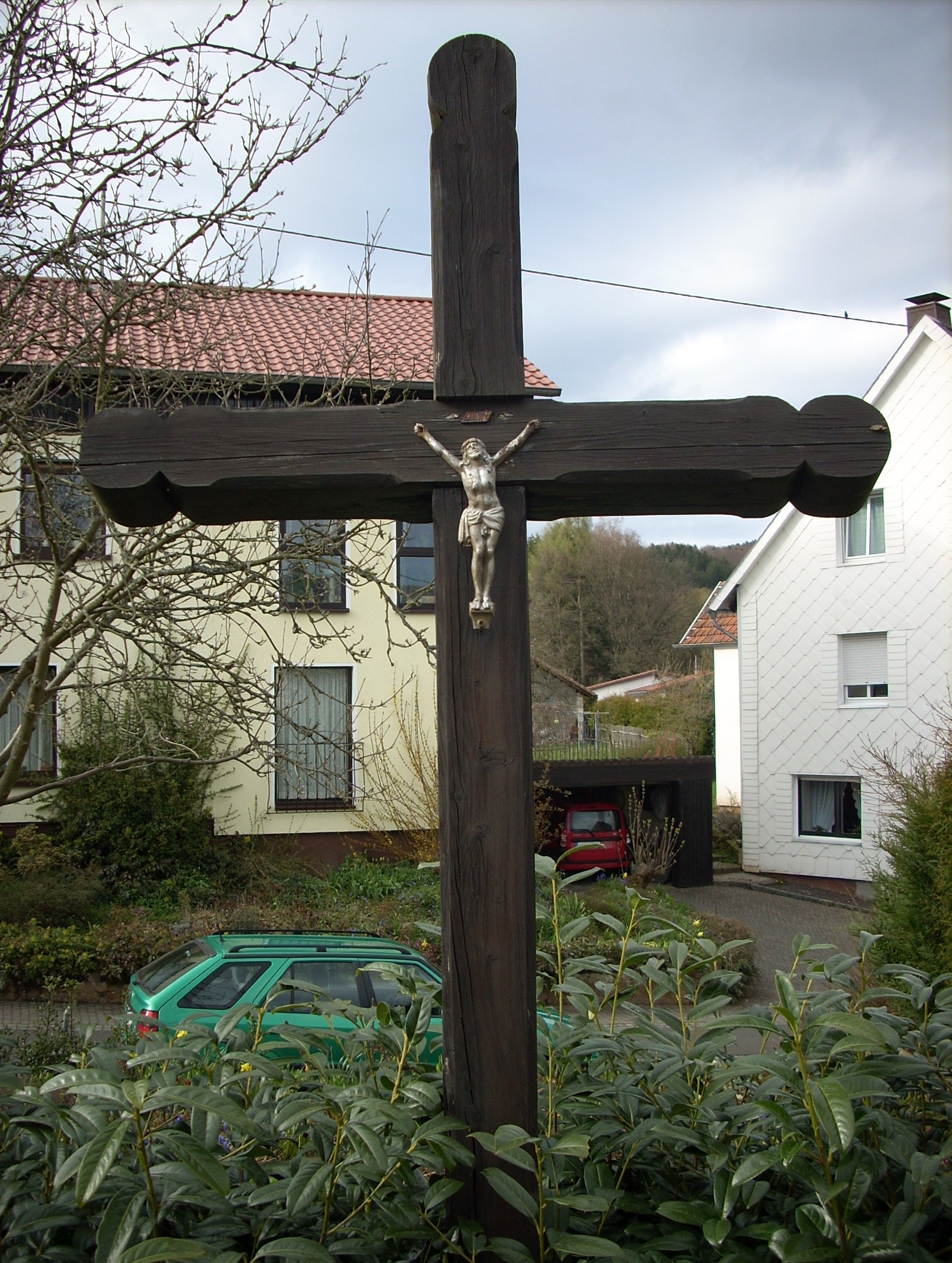
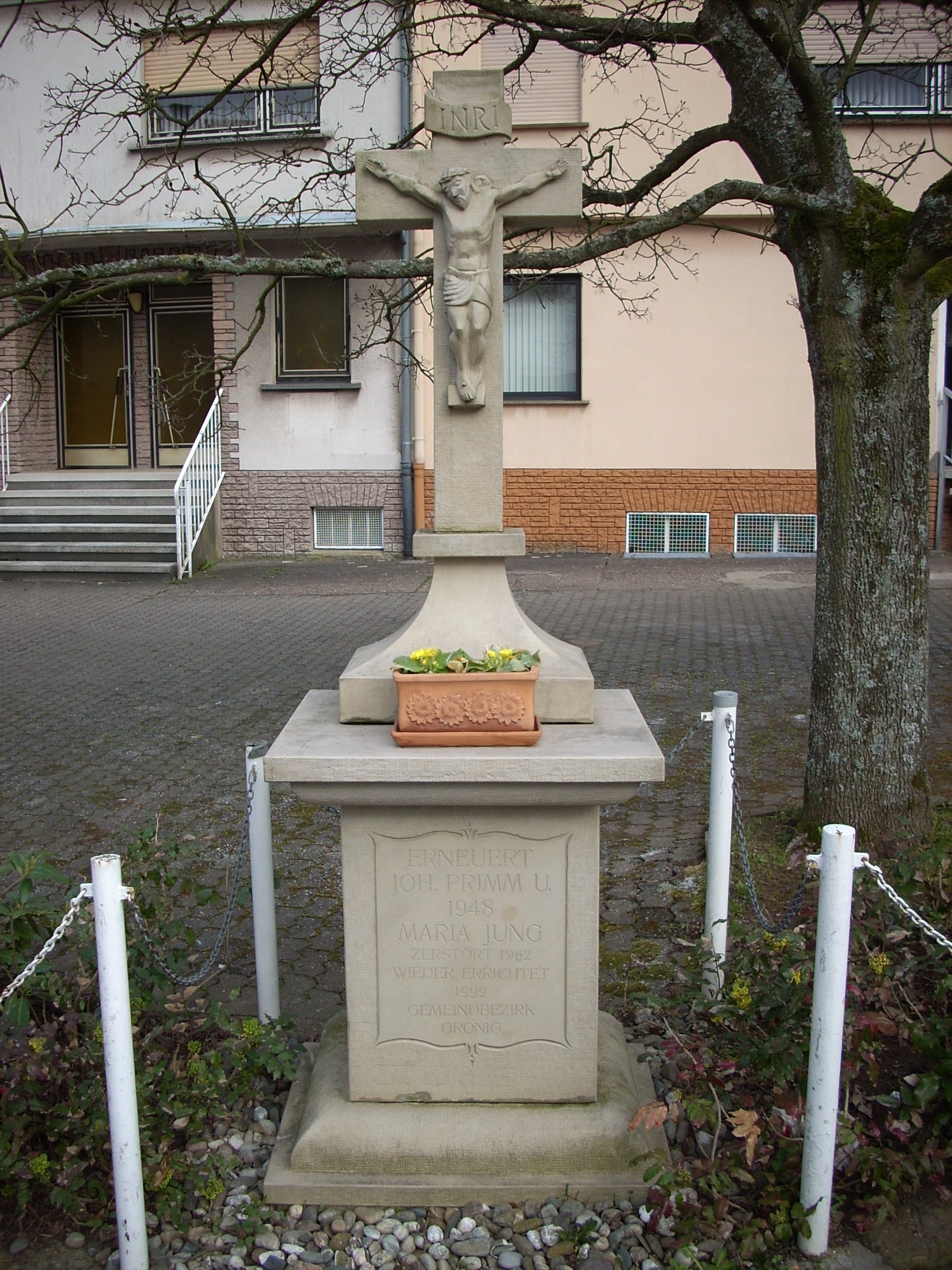